# 乌特勒支暑期学校
乌特勒支暑期学校于1987年由乌特勒支大学建立，是荷兰最大、也是欧洲最大的学术性暑期学校之一。2010年，来自75个国家的1800多名学生来到乌特勒支，参与了超过100门不同的课程。乌特勒支暑期学校是乌特勒支大学和乌特勒支应用科技大学之间的合作。乌特勒支艺术学院和奈耶诺德大学也同样为这一项目提供课程。2011年，乌得勒支暑期学校迎来了它的25周年庆。

## 历史
暑期学校的第门个课程开始于1987年：荷兰文化和社会。这一课程至今仍然是最受欢迎的课程之一。在过去二十年里，课程选择范围日趋广阔，乌特勒支大学的所有学科几乎都有提供。因为在乌得勒支找到住宿并不容易，学校向所有学生提供临时住宿。宿舍坐落在市区各地，距离各种教育机构都不远。乌特勒支暑期学校向学生提供了多种社交活动。 

## 学科
课程被分为七类：
- 文化：荷兰文化与社会、欧洲文化等
- 艺术与设计：欧洲艺术史、荷兰的黄金时代等
- 语言：荷兰语、心理语言学等
- 社会科学：冲突研究、移民、统计学等
- 法律和经济学：欧洲商务等
- 科学：气候系统的物理学、纳米材料等
- 生命科学：食品安全、生物技术企业、护理学等